# Hermann Snellen

Typisk Snellen-tavla för att pröva synskärpa.

Herman Snellen, född 19 februari 1834 i Zeist, död 18 januari 1908 i Utrecht, var en nederländsk oftalmolog. 
Snellen är mest känd för utvecklingen av stilskalor för bestämning av synskärpa, genom så kallade Snellen-tavlor (en typ av bokstavstavlor där bokstäverna har olika storlek). Han blev medicine doktor 1857 och 1862 blev han läkare vid den nederländska vårdanstalten för ögonsjuka i Utrecht och var 1877-1892 professor i oftalmologi vid universitetet i Utrecht.